# Keystone Studios

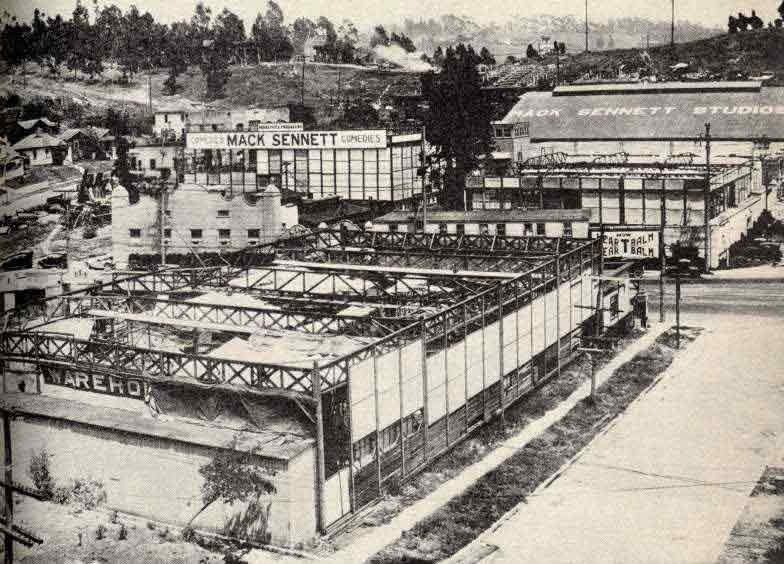
Foto tomada hacia 1917.

Keystone Studios fue un estudio de cine fundado en 1912 en Edendale, Los Ángeles, California, con el nombre Keystone Pictures Studio, por parte de Mack Sennett, y con el apoyo de Adam Kessel y Charles O. Baumann, dueño de New York Motion Picture Company. La compañía filmó en Glendale y Silver Lake durante muchos años.
El estudio es probablemente recordado cuando estaba bajo la administración de Mack Sennett, quien creó números de slapstick para Keystone Kops y por el grupo de nadadoras artísticas del estudio.
Charlie Chaplin comenzó precisamente su carrera en Keystone, cuando Sennett lo contrató para hacer películas mudas. Charlie Chaplin at Keystone Studios es una compilación de 1993, donde están las películas más importantes de Chaplin hechas en Keystone.
En 1915 Keystone Studios se convirtió en una unidad productora de Triangle Pictures Corporation, con D. W. Griffith y Thomas Harper Ince.
Hubo otros actores que también comenzaron su carrera en Keystone, incluyendo Harold Lloyd, Gloria Swanson, Louise Fazenda, Raymond Griffith, Ford Sterling, Fatty Arbuckle, Marie Dressler, Mabel Normand, Ben Turpin, Harry Langdon y Chester Conklin.
Sennett, para ese entonces una estrella, dejó el estudio en 1917 para producir sus propias películas (las cuales fueron distribuidas por Paramount). Keystone no volvió tener el éxito de antes tras su partida, finalmente fue cerrado en 1935 por bancarrota. 
Keystone Studios regresó como parte de Cineville y fue utilizado como el estudio ficticio en la película de Cineville Swimming With Sharks protagonizada por Kevin Spacey. 
Keystone Studios volvió a ser una entidad corporativa legal en 2005. Los nuevos dueños son Carl Colpaert y Lee Caplin. Keystone obtuvo su nueva marca registrada en 2006.

## El terreno de Keystone
Tras la bancarrota, el terreno ocupado por el estudio fue vendido a Mascot Studios, luego Monogram Studios, que finalmentee se convirtió en Republic Pictures. El terreno fue adquirido en 1963 por CBS Television (que filmó Gunsmoke y The Wild Wild West ahí), entre 1985 y 1992 fue administrado por CBS y MTM Enterprises de Mary Tyler Moore, produciendo numerosas series de televisión. En 1992 fue renombrado CBS Studio Center. Aún sigue siendo utilizado para filmar películas y series (incluyendo Gladiadores Americanos entre 1991 y 1997). Fue además utilizado como el estudio ficticio "Sunrise Studios" en la película Scream 3.
- Datos: Q1740372
- Multimedia: Keystone Studios / Q1740372